# Ольшанка (Белинский район)
Ольшанка — село в Белинском районе Пензенской области России. Входит в состав Козловского сельсовета.

## География
Расположено в 11 км к юго-западу от села Козловка, на левом берегу реки Ольшанка.

## Население
| 1864 | 1877  | 1897  | 1911  | 1926  | 1930  | 1939 |
| ---- | ----- | ----- | ----- | ----- | ----- | ---- |
| 825  | ↗1102 | ↗1120 | ↗1136 | ↗1475 | ↗1476 | ↘841 |
| 1959 | 1979  | 1989  | 1996  | 2002  | 2010  |      |
| ↘539 | ↘294  | ↘182  | ↘175  | ↘124  | ↘56   |      |

## История
Основано в середине 17 в. (1654 г.) переселенцами из города Семёнов Нижегородской губернии плотниками Марком и Ларионом (Илларионом) по призыву на военную службу указом Михаила Фёдоровича (Романова). В 1884 г. построена церковь во имя иконы Казанской Божьей Матери. В составе Чернышевской волости Чембарского уезда. После революции центр Ольшанского сельсовета Поимского района, затем в составе Чернышевского сельсовета. Колхоз имени Ленина.